# الباقيات الصالحات (برنامج تلفزيوني)
برنامج الباقيات الصالحات هو برنامج تلفزيوني يعرض على قناة دبي الأولى، يقدم البرنامج الشيخ صالح بن عواد المغامسي إمام وخطيب مسجد قباء في المدينة المنورة يعرض البرنامج يوم السبت الساعة 6:30 مساء بتوقيت مكة المكرمة 
في تاريخ 19 أبريل 2013 كان أول عرض للبرنامج حيث تناولت الحلقة موضوع بعنوان دعاء الاستفتاح
كل حلقة من برنامج الباقيات الصالحات لها عنوان خاص بها يتناول البرنامج مواضيع من تفسير أيات القران الكريم و قصص من حياة الأنبياء و الرسل ويتطرق البرنامج إلى مواضيع في أصول الدين الإسلامي من الحث على مكارم الأخلاق والإحسان للناس ووتجنب ظلم الناس ومواضيع غيرها كثيرة 
تنقسم حلقات البرنامج إلى 3 أجزاء، الجزء الأول والثاني يتكلم فيها الشيخ صالح المغامسي عن موضوع الحلقة، وسيعرّج على الآيات من كتاب الله عز وجل والأحاديث النبوية من السنة النبوية، وكذلك من كلام العرب، أما الجزء الثالث من الحلقة فهو مخصص للإجابة على أسئلة المشاهدين 

## نبذه عن مقدم البرنامج
صالح بن عواد المغامسي العمري الحربي من مواليد ( 17 أكتوبر 1963 )، داعية إسلامي سعودي ولد بقرية خيف الحزامي بوادي الصفراء في محافظة بدر غرب المدينة المنورة وهو عضو هيئة التدريس بكلية التربية في جامعة طيبة، وإمام وخطيب مسجد قباء، وأمين لجنة الأئمة في المدينة النبوية، مدير عام مركز بحوث ودراسات المدينة المنورة سابقا، مُفسر وعالم وداعية وأديب. يُكنى بأبي هاشم؛ نسبة لابنه الأكبر 

### حياته العلمية وأبرز مشائخه
نقلا عن الشيخ صالح المغامسي 

## سبب التسمية
فكرة برنامج الباقيات الصالحات مستمدة من قول الله تعالى ﴿الْمَالُ وَالْبَنُونَ زِينَةُ الْحَيَاةِ الدُّنْيَا وَالْبَاقِيَاتُ الصَّالِحَاتُ خَيْرٌ عِنْدَ رَبِّكَ ثَوَابًا وَخَيْرٌ أَمَلًا ۝٤٦﴾. سورة الكهف'
وكذلك من قول الله تعالى ﴿وَيَزِيدُ اللَّهُ الَّذِينَ اهْتَدَوْا هُدًى وَالْبَاقِيَاتُ الصَّالِحَاتُ خَيْرٌ عِنْدَ رَبِّكَ ثَوَابًا وَخَيْرٌ مَرَدًّا ۝٧٦﴾. سورة مريم'

## حلقات الموسم الأول
| الحلقة                           | نوع الحلقة | المؤلف        | إسم الحلقة        | المخرج     | سنة الإنتاج |
| -------------------------------- | ---------- | ------------- | ----------------- | ---------- | ----------- |
| الباقيات الصالحات الحلقة الاولى  | درس ديني   | صالح المغامسي | دعاء الاستفتاح    | دينا درويش | 2013        |
| الباقيات الصالحات الحلقة الثانية | درس ديني   | صالح المغامسي | كان من المسبحين   | دينا درويش | 2013        |
| الباقيات الصالحات الحلقة الثالثة | درس ديني   | صالح المغامسي | اسباغ الوضوء      | دينا درويش | 2013        |
| الباقيات الصالحات الحلقة الرابعة | درس ديني   | صالح المغامسي | تِجَارَةً لَنْ تَبُورَ     | دينا درويش | 2013        |
| الباقيات الصالحات الحلقة الخامسة | درس ديني   | صالح المغامسي | المحصنات          | دينا درويش | 2013        |
| الباقيات الصالحات الحلقة السادسة | درس ديني   | صالح المغامسي | الطَّيِّبَات           | دينا درويش | 2013        |
| الباقيات الصالحات الحلقة السابعة | درس ديني   | صالح المغامسي | اخبرني به جبريل   | دينا درويش | 2013        |
| الباقيات الصالحات الحلقة الثامنة | درس ديني   | صالح المغامسي | من قصص القرآن     | دينا درويش | 2013        |
| الباقيات الصالحات الحلقة التاسعة | درس ديني   | صالح المغامسي | نَسِيَا حُوتَهُمَا       | دينا درويش | 2013        |
| الباقيات الصالحات الحلقة العاشرة | درس ديني   | صالح المغامسي | إِلَّا الْمَوْتَةَ الْأُولَىٰ | دينا درويش | 2013        |

## حلقات الموسم الثاني
| الحلقة                                | نوع الحلقة | المؤلف        | إسم الحلقة              | المخرج     | سنة الإنتاج |
| ------------------------------------- | ---------- | ------------- | ----------------------- | ---------- | ----------- |
| الباقيات الصالحات الحلقة الحادية عشر  | درس ديني   | صالح المغامسي | البيوت والأبيات         | دينا درويش | 2013        |
| الباقيات الصالحات الحلقة الثانية عشرة | درس ديني   | صالح المغامسي | ايضاح ومعاني            | دينا درويش | 2013        |
| الباقيات الصالحات الحلقة الثالثة عشرة | درس ديني   | صالح المغامسي | وَأَذِّنْ فِي النَّاسِ بِالْحَجِّ     | دينا درويش | 2013        |
| الباقيات الصالحات الحلقة الرابعة عشر  | درس ديني   | صالح المغامسي | وَلَا يَكْتُمُونَ اللَّهَ حَدِيثًا   | دينا درويش | 2013        |
| الباقيات الصالحات الحلقة الخامسة عشر  | درس ديني   | صالح المغامسي | لسان الصدق              | دينا درويش | 2013        |
| الباقيات الصالحات الحلقة السادسة عشر  | درس ديني   | صالح المغامسي | حديث زيد بن خالد        | دينا درويش | 2013        |
| الباقيات الصالحات الحلقة السابعة عشر  | درس ديني   | صالح المغامسي | وَيَتَجَنَّبُهَا الْأَشْقَى         | دينا درويش | 2013        |
| الباقيات الصالحات الحلقة الثامنة عشر  | درس ديني   | صالح المغامسي | يكاد سنا برقه           | دينا درويش | 2013        |
| الباقيات الصالحات الحلقة التاسعة عشر  | درس ديني   | صالح المغامسي | ظن الجاهلية             | دينا درويش | 2013        |
| الباقيات الصالحات الحلقة العشــرون    | درس ديني   | صالح المغامسي | مصحف عثمان رضي الله عنه | دينا درويش | 2013        |

## حلقات الموسم الثالث
| الحلقة                                    | نوع الحلقة | المؤلف        | إسم الحلقة        | المخرج     | سنة الإنتاج |
| ----------------------------------------- | ---------- | ------------- | ----------------- | ---------- | ----------- |
| الباقيات الصالحات الحلقة الواحد والعشرون  | درس ديني   | صالح المغامسي | إلا الإذخر        | دينا درويش | 2013        |
| الباقيات الصالحات الحلقة الثانية والعشرون | درس ديني   | صالح المغامسي | إن الله سيبطله    | دينا درويش | 2013        |
| الباقيات الصالحات الحلقة الثالثة والعشرون | درس ديني   | صالح المغامسي | أربع من كُنَّ فيه    | دينا درويش | 2014        |
| الباقيات الصالحات الحلقة الرابعة والعشرون | درس ديني   | صالح المغامسي | مسائل في التفسير  | دينا درويش | 2014        |
| الباقيات الصالحات الحلقة الخامسة والعشرون | درس ديني   | صالح المغامسي | وهو كظيم          | دينا درويش | 2014        |
| الباقيات الصالحات الحلقة السادسة والعشرون | درس ديني   | صالح المغامسي | كيف أنت يا أبا ذر | دينا درويش | 2014        |
| الباقيات الصالحات الحلقة السابعة والعشرون | درس ديني   | صالح المغامسي | روائع الحكمة      | دينا درويش | 2014        |
| الباقيات الصالحات الحلقة الثامنة والعشرون | درس ديني   | صالح المغامسي | كذلك العذاب       | دينا درويش | 2014        |
| الباقيات الصالحات الحلقة التاسعة والعشرون | درس ديني   | صالح المغامسي | أم موسى           | دينا درويش | 2014        |
| الباقيات الصالحات الحلقة الثلاثون         | درس ديني   | صالح المغامسي | الدرر الكامنة     | دينا درويش | 2014        |

## حلقات الموسم الرابع
| الحلقة                                     | نوع الحلقة | المؤلف        | إسم الحلقة                  | المخرج     | سنة الإنتاج |
| ------------------------------------------ | ---------- | ------------- | --------------------------- | ---------- | ----------- |
| الباقيات الصالحات الحلقة الواحد والثلاثون  | درس ديني   | صالح المغامسي | فما أنت بملوم               | دينا درويش | 2014        |
| الباقيات الصالحات الحلقة الثانية والثلاثون | درس ديني   | صالح المغامسي | وهذا بعلي شيخا              | دينا درويش | 2014        |
| الباقيات الصالحات الحلقة الثالثة والثلاثون | درس ديني   | صالح المغامسي | وهذا محمدصلى الله عليه وسلم | دينا درويش | 2014        |
| الباقيات الصالحات الحلقة الرابعة والثلاثون | درس ديني   | صالح المغامسي | في كفالة أبي طالب           | دينا درويش | 2014        |
| الباقيات الصالحات الحلقة الخامسة والثلاثون | درس ديني   | صالح المغامسي | خواتيم السور                | دينا درويش | 2014        |
| الباقيات الصالحات الحلقة السادسة والثلاثون | درس ديني   | صالح المغامسي | رجما بالغيب                 | دينا درويش | 2014        |
| الباقيات الصالحات الحلقة السابعة والثلاثون | درس ديني   | صالح المغامسي | من إجلال الله               | دينا درويش | 2014        |
| الباقيات الصالحات الحلقة الثامنة والثلاثون | درس ديني   | صالح المغامسي | إلا ذو حظ عظيم              | دينا درويش | 2014        |
| الباقيات الصالحات الحلقة التاسعة والثلاثون | درس ديني   | صالح المغامسي | لا تأتيكم إلا بغتة          | دينا درويش | 2014        |
| الباقيات الصالحات الحلقة الاربعون          | درس ديني   | صالح المغامسي | الحج المبرور                | دينا درويش | 2014        |

## حلقات الموسم الخامس
| الحلقة                                     | نوع الحلقة | المؤلف        | إسم الحلقة       | المخرج     | سنة الإنتاج |
| ------------------------------------------ | ---------- | ------------- | ---------------- | ---------- | ----------- |
| الباقيات الصالحات الحلقة الواحد والاربعون  | درس ديني   | صالح المغامسي | مواكب الحجيج     | دينا درويش | 2014        |
| الباقيات الصالحات الحلقة الثانية والاربعون | درس ديني   | صالح المغامسي | أحكام الحج       | دينا درويش | 2014        |
| الباقيات الصالحات الحلقة الثالثة والاربعون | درس ديني   | صالح المغامسي | الحج المبرور     | دينا درويش | 2014        |
| الباقيات الصالحات الحلقة الرابعة والاربعون | درس ديني   | صالح المغامسي | ثمار الجنة       | دينا درويش | 2014        |
| الباقيات الصالحات الحلقة الخامسة والاربعون | درس ديني   | صالح المغامسي | الخير والشر      | دينا درويش | 2014        |
| الباقيات الصالحات الحلقة السادسة والاربعون | درس ديني   | صالح المغامسي | الحسن وابن سيرين | دينا درويش | 2014        |
| الباقيات الصالحات الحلقة السابعة والاربعون | درس ديني   | صالح المغامسي | بسلام منا        | دينا درويش | 2014        |
| الباقيات الصالحات الحلقة الثامنة والاربعون | درس ديني   | صالح المغامسي | الثناء في القرآن | دينا درويش | 2014        |
| الباقيات الصالحات الحلقة التاسعة والاربعون | درس ديني   | صالح المغامسي | وآخر دعواهم      | دينا درويش | 2014        |
| الباقيات الصالحات الحلقة الخمسون           | درس ديني   | صالح المغامسي | ولم يبدها لهم    | دينا درويش | 2014        |

## حلقات الموسم السادس
| الحلقة                                    | نوع الحلقة | المؤلف        | إسم الحلقة                               | المخرج     | سنة الإنتاج |
| ----------------------------------------- | ---------- | ------------- | ---------------------------------------- | ---------- | ----------- |
| الباقيات الصالحات الحلقة الواحد والخمسون  | درس ديني   | صالح المغامسي | كلمات قرآنية                             | دينا درويش | 2014        |
| الباقيات الصالحات الحلقة الثانية والخمسون | درس ديني   | صالح المغامسي | وَقَالُوا مَا لِهَٰذَا الرَّسُولِ                    | دينا درويش | 2014        |
| الباقيات الصالحات الحلقة الثالثة والخمسون | درس ديني   | صالح المغامسي | إن أباكم كان راميا                       | دينا درويش | 2014        |
| الباقيات الصالحات الحلقة الرابعة والخمسون | درس ديني   | صالح المغامسي | يمين القضاء                              | دينا درويش | 2014        |
| الباقيات الصالحات الحلقة الخامسة والخمسون | درس ديني   | صالح المغامسي | إيضاحات قرآنية                           | دينا درويش | 2014        |
| الباقيات الصالحات الحلقة السادسة والخمسون | درس ديني   | صالح المغامسي | ولتنظر نفس ما قدمت لغد                   | دينا درويش | 2014        |
| الباقيات الصالحات الحلقة السابعة والخمسون | درس ديني   | صالح المغامسي | الثبات في زمن الشبهات                    | دينا درويش | 2015        |
| الباقيات الصالحات الحلقة الثامنة والخمسون | درس ديني   | صالح المغامسي | يكن له نصيب منها                         | دينا درويش | 2015        |
| الباقيات الصالحات الحلقة التاسعة والخمسون | درس ديني   | صالح المغامسي | إن الصلاة كانت على المؤمنين كتابا موقوتا | دينا درويش | 2015        |
| الباقيات الصالحات الحلقة الستون           | درس ديني   | صالح المغامسي | مقاعد للسمع                              | دينا درويش | 2015        |

## حلقات الموسم السابع
| الحلقة                                   | نوع الحلقة | المؤلف        | إسم الحلقة             | المخرج     | سنة الإنتاج |
| ---------------------------------------- | ---------- | ------------- | ---------------------- | ---------- | ----------- |
| الباقيات الصالحات الحلقة الواحد والستون  | درس ديني   | صالح المغامسي | المعاني الحسان         | دينا درويش | 2015        |
| الباقيات الصالحات الحلقة الثانية والستون | درس ديني   | صالح المغامسي | أفراد الفوائد          | دينا درويش | 2015        |
| الباقيات الصالحات الحلقة الثالثة والستون | درس ديني   | صالح المغامسي | سوط عذاب               | دينا درويش | 2015        |
| الباقيات الصالحات الحلقة الرابعة والستون | درس ديني   | صالح المغامسي | المدائن                | دينا درويش | 2015        |
| الباقيات الصالحات الحلقة الخامسة والستون | درس ديني   | صالح المغامسي | البنيان                | دينا درويش | 2015        |
| الباقيات الصالحات الحلقة السادسة والستون | درس ديني   | صالح المغامسي | وأطعموا القانع والمعتر | دينا درويش | 2015        |
| الباقيات الصالحات الحلقة السابعة والستون | درس ديني   | صالح المغامسي | من تاريخنا المجيد      | دينا درويش | 2015        |
| الباقيات الصالحات الحلقة الثامنة والستون | درس ديني   | صالح المغامسي | القضاء بين الناس       | دينا درويش | 2015        |
| الباقيات الصالحات الحلقة التاسعة والستون | درس ديني   | صالح المغامسي | من خصال الكمال         | دينا درويش | 2015        |
| الباقيات الصالحات الحلقة السبعون         | درس ديني   | صالح المغامسي | إمام اللغة والأدب      | دينا درويش | 2015        |

## حلقات الموسم الثامن
| الحلقة                                    | نوع الحلقة | المؤلف        | إسم الحلقة               | المخرج     | سنة الإنتاج |
| ----------------------------------------- | ---------- | ------------- | ------------------------ | ---------- | ----------- |
| الباقيات الصالحات الحلقة الواحد والسبعون  | درس ديني   | صالح المغامسي | وما مسَّنا من لُغُوب         | دينا درويش | 2016        |
| الباقيات الصالحات الحلقة الثانية والسبعون | درس ديني   | صالح المغامسي | وما مسَّنا من لُغُوب         | دينا درويش | 2016        |
| الباقيات الصالحات الحلقة الثالثة والسبعون | درس ديني   | صالح المغامسي | من إشراقات المفردات      | دينا درويش | 2016        |
| الباقيات الصالحات الحلقة الرابعة والسبعون | درس ديني   | صالح المغامسي | ولكنَّ اللهَ ألَّفَ بَينَهُم      | دينا درويش | 2016        |
| الباقيات الصالحات الحلقة الخامسة والسبعون | درس ديني   | صالح المغامسي | ولكنَّ اللهَ ألَّفَ بَينَهُم      | دينا درويش | 2016        |
| الباقيات الصالحات الحلقة السادسة والسبعون | درس ديني   | صالح المغامسي | شرابًا طهورًا              | دينا درويش | 2016        |
| الباقيات الصالحات الحلقة السابعة والسبعون | درس ديني   | صالح المغامسي | من معين اللغة            | دينا درويش | 2016        |
| الباقيات الصالحات الحلقة الثامنة والسبعون | درس ديني   | صالح المغامسي | اقرأ باسم ربك الذي خلق   | دينا درويش | 2016        |
| الباقيات الصالحات الحلقة التاسعة والسبعون | درس ديني   | صالح المغامسي | الكتابة في القرآن والسُّنة | دينا درويش | 2016        |
| الباقيات الصالحات الحلقة الثمانون         | درس ديني   | صالح المغامسي | أشدُّ حُبًّا لله              | دينا درويش | 2016        |

## حلقات الموسم التاسع
| الحلقة                                     | نوع الحلقة | المؤلف        | إسم الحلقة               | المخرج     | سنة الإنتاج |
| ------------------------------------------ | ---------- | ------------- | ------------------------ | ---------- | ----------- |
| الباقيات الصالحات الحلقة الواحد والثمانون  | درس ديني   | صالح المغامسي | أو رُدُّوها                 | دينا درويش | 2016        |
| الباقيات الصالحات الحلقة الثانية والثمانون | درس ديني   | صالح المغامسي | يَا أُخْتَ هَارُونَ             | دينا درويش | 2016        |
| الباقيات الصالحات الحلقة الثالثة والثمانون | درس ديني   | صالح المغامسي | مكارم الاخلاق            | دينا درويش | 2016        |
| الباقيات الصالحات الحلقة الرابعة والثمانون | درس ديني   | صالح المغامسي | معانٍ حديثية              | دينا درويش | 2016        |
| الباقيات الصالحات الحلقة الخامسة والثمانون | درس ديني   | صالح المغامسي | زينة الفضلاء             | دينا درويش | 2016        |
| الباقيات الصالحات الحلقة السادسة والثمانون | درس ديني   | صالح المغامسي | مفردات من سورة يوسف      | دينا درويش | 2016        |
| الباقيات الصالحات الحلقة السابعة والثمانون | درس ديني   | صالح المغامسي | آيات من الجزء الثالث عشر | دينا درويش | 2016        |
| الباقيات الصالحات الحلقة الثامنة والثمانون | درس ديني   | صالح المغامسي | أسماء وأوصاف             | دينا درويش | 2016        |
| الباقيات الصالحات الحلقة التاسعة والثمانون | درس ديني   | صالح المغامسي | قافية الراء              | دينا درويش | 2016        |

## وصلات خارجية
- موقع الشيخ صالح المغامسي الراسخون في العلم
- صالح المغامسي  على فيسبوك.
- صالح المغامسي على تويتير
- صالح المغامسي على جوجل بلس
- قناة الراسخون في العلم على اليوتيوب
- صفحة لصالح المغامسي في إذاعة طريق الإسلام
- صفحة صالح المغامسي في صيد الفوائد

## اقرأ أيضا
- خواطر 1 (برنامج)
- خواطر 2 (برنامج)
- خواطر 3 (برنامج)
- خواطر 4 (برنامج)
- خواطر 5 (برنامج)
- خواطر 6 (برنامج)
- خواطر 7 (برنامج)
- قمرة (برنامج)
- يلا شباب (برنامج)
- رحلة مع حمزة يوسف (برنامج)
- لو كان بيننا (برنامج)